# Lirael
Lirael é um romance de fantasia escrito por Garth Nix, publicado pela primeira vez em 2001. É o segundo de sua série de livros Old Kingdom.